# فلوراویل (ایلینوی)
فلوراویل (به انگلیسی: Floraville) یک منطقهٔ مسکونی در ایالات متحده آمریکا است که در شهرستان سنت کلیر، ایلینوی واقع شده‌است. فلوراویل ۵۳ نفر جمعیت دارد و ۱۶۰٫۰۲ متر بالاتر از سطح دریا واقع شده‌است.